# Нарізні машини
Нарізні машини (рос. нарезные машины, англ. heading machines; нім. Aufhauenmaschinen f pl) — призначені для механізації процесів проведення нарізних виробок в шахтах. У залежності від сфери застосування до Н.м. можуть бути від-несені нарізні комбайни, нішонарізні машини, гірничі прохідницькі комбайни. Останні використовують для проведення поло-гих нарізних виробок висотою понад 1,5 м по корисній копалині, породі або змішаним вибоєм. Нарізні комбайни — для проходження нарізних виробок прямокутного перетину по корисній копалині або породах при кутах падіння до 18° і потужності до 1,5 — 1,7 м. Нішонарізні машини і нішовиймальні агрегати — для нарізування ніш здебільшого в пологих вибоях.